# Agenor Detofol
Agenor Detofol (* 11. Dezember 1989 in Erechim), auch einfach nur Agenor genannt, ist ein brasilianischer Fußballspieler.

## Karriere

### Verein
Agenor Detofol erlernte das Fußballspielen in den Jugendmannschaften vom EC Juventude und Internacional Porto Alegre. Von 2008 bis 2015 stand er bei Internacional Porto Alegre in Porto Alegre unter Vertrag. Mit dem Verein gewann er 2009, 2011, 2012, 2013 und 2014 die Staatsmeisterschaft von Rio Grande do Sul. 2009 feierte er mit Porto Alegre die Vizemeisterschaft. Von April 2010 bis November 2010 wurde er an Criciúma EC nach Criciúma ausgeliehen. Hier kam er jedoch nicht zum Einsatz. Im Februar 2015 wechselte er zum Erstligisten Joinville EC. Am Ende der Saison musste er mit dem Verein aus Joinville nach einer Saison in die zweite Liga absteigen. Zum Erstligisten Sport Recife wechselte er 2016. Hier stand er bis August 2018 unter Vertrag. 2017 feierte er mit dem Verein aus Recife die Staatsmeisterschaft von Pernambuco. Im August 2018 unterschrieb er einen Vertrag bei Guarani FC. Über die Stationen Fluminense Rio de Janeiro und seinem ehemaligen Verein Criciúma EC ging er Anfang 2021 nach Asien. Hier verpflichtete ihn der japanische Zweitligist SC Sagamihara. Mit dem Verein aus Sagamihara belegte man am Saisonende 2021 den 19. Tabellenplatz und stieg in die dritte Liga ab.

### Nationalmannschaft
Agenor Detofol stand zweimal in der brasilianischen U20-Nationalmannschaft im Tor.

## Erfolge
Internacional Porto Alegre
- Staatsmeisterschaft von Rio Grande do Sul: 2009, 2011, 2012, 2013, 2014

Sport Recife
- Staatsmeisterschaft von Pernambuco: 2017